# ورزشگاه فراتون پارک
ورزشگاه فراتون پارک (انگلیسی: Fratton Park) یک ورزشگاه در شهر پورتسموث، انگلستان است.
این ورزشگاه که در سال ۱۸۹۹ تأسیس شده دارای ۲۰٬۶۲۰ نفر ظرفیت می‌باشد، فراتون پارک میزبان دیدار تیم‌های ملی هلند و ایرلند در مرحله مقدماتی بازی‌های المپیک تابستانی ۱۹۴۸ بوده‌است.
فراتون پارک ورزشگاه خانگی باشگاه فوتبال پورتسموث محسوب میشود.

## نگارخانه

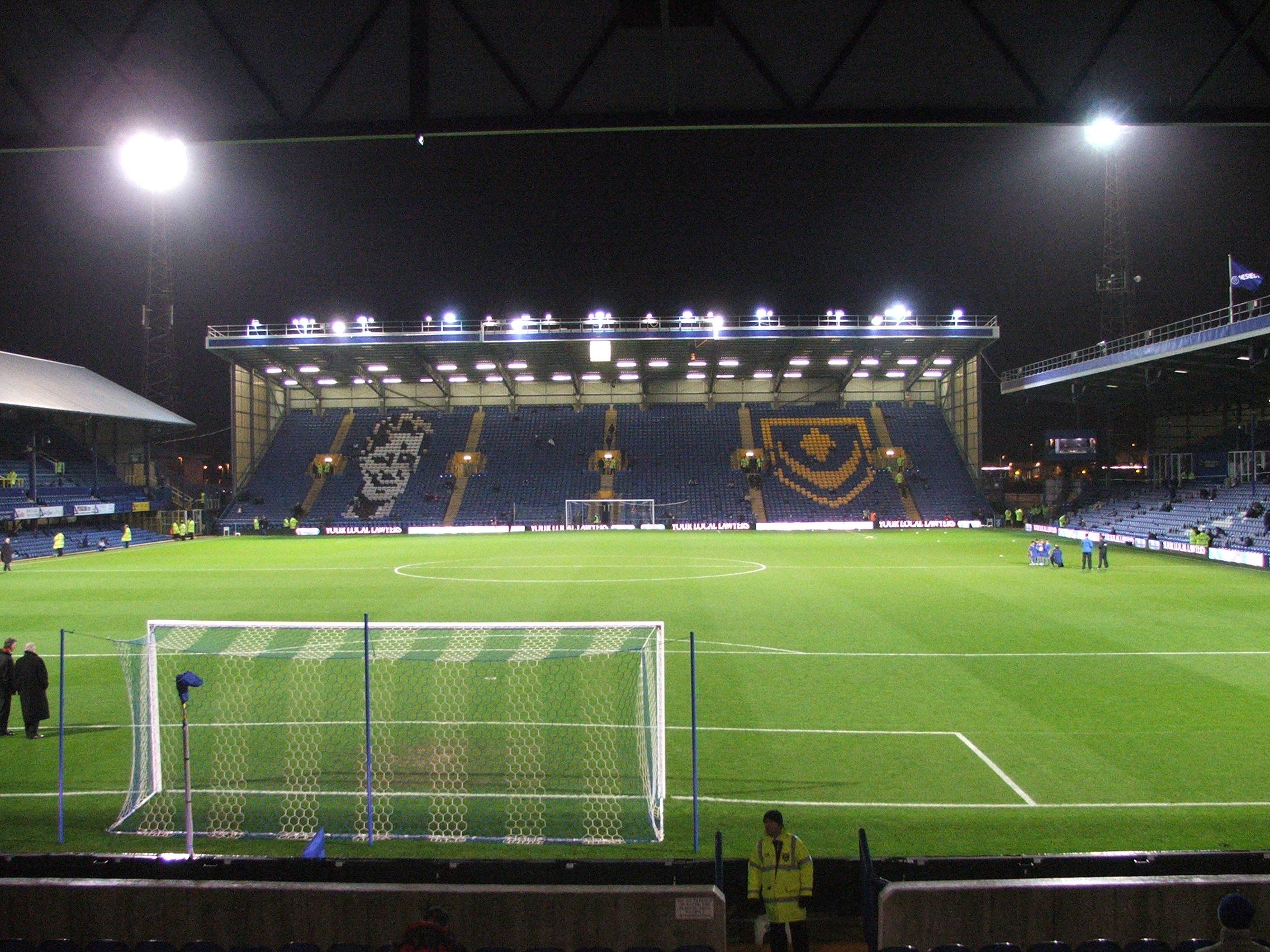
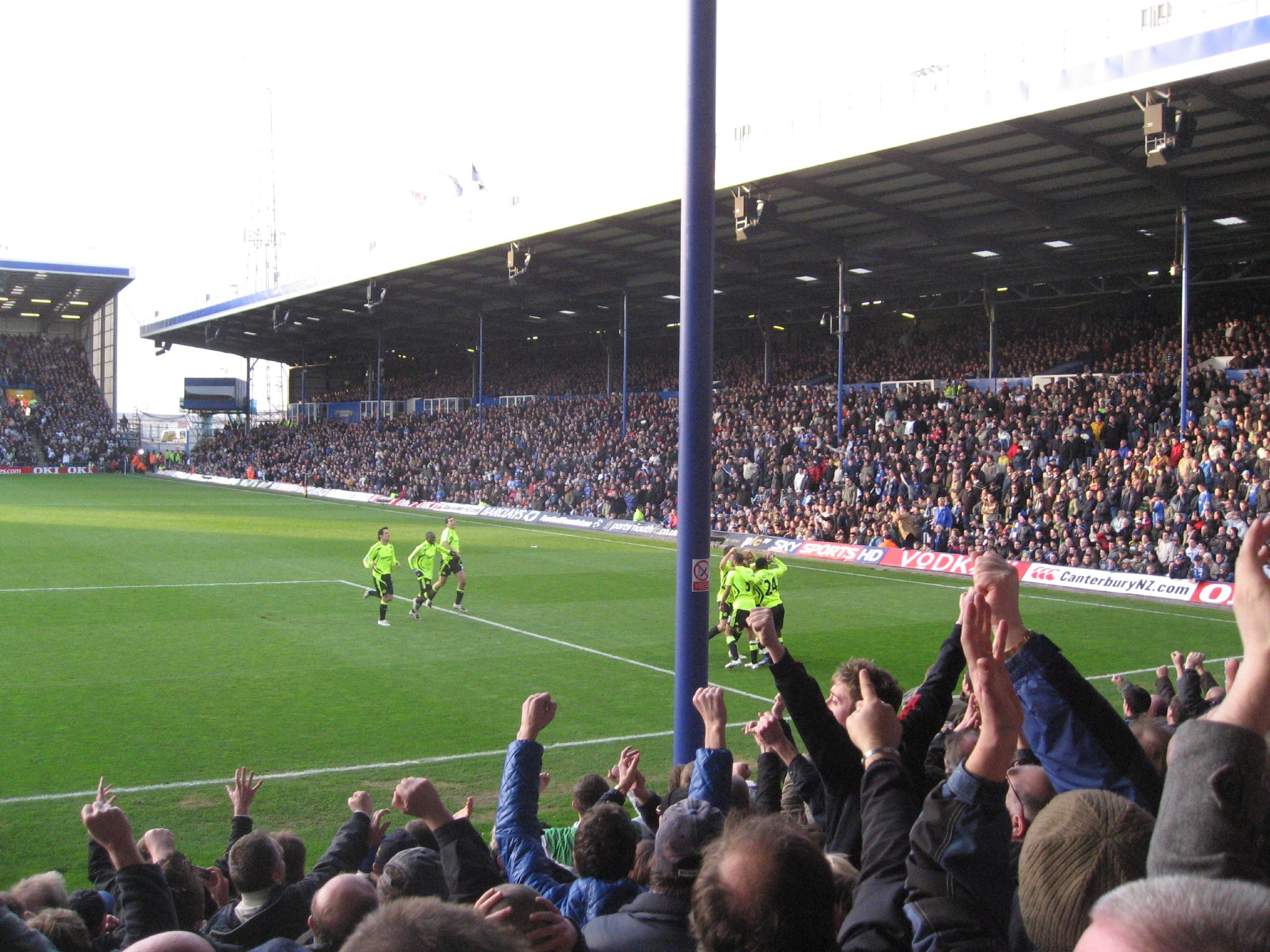
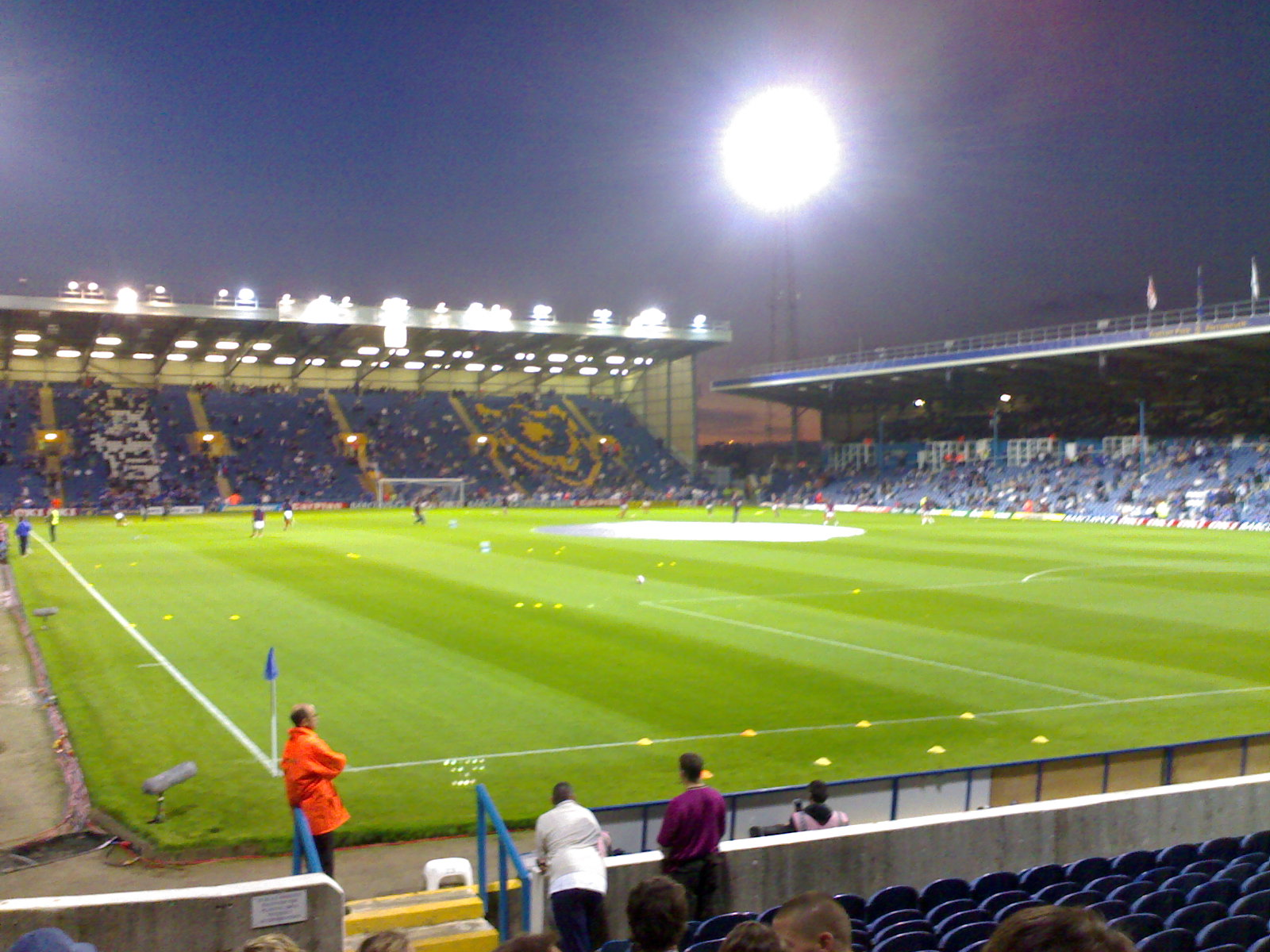